# Mouillac (Gironde)
Mouillac ist eine französische Gemeinde mit 89 Einwohnern (1. Januar 2022) im Département Gironde in der Region Nouvelle-Aquitaine. 
Mouillac liegt fünf Kilometer östlich von Saint-André-de-Cubzac.

## Bevölkerungsentwicklung
| Jahr      | 1962 | 1968 | 1975 | 1982 | 1990 | 1999 | 2007 | 2017 |
| Einwohner | 46   | 58   | 41   | 55   | 72   | 103  | 88   | 88   |

## Sehenswürdigkeiten

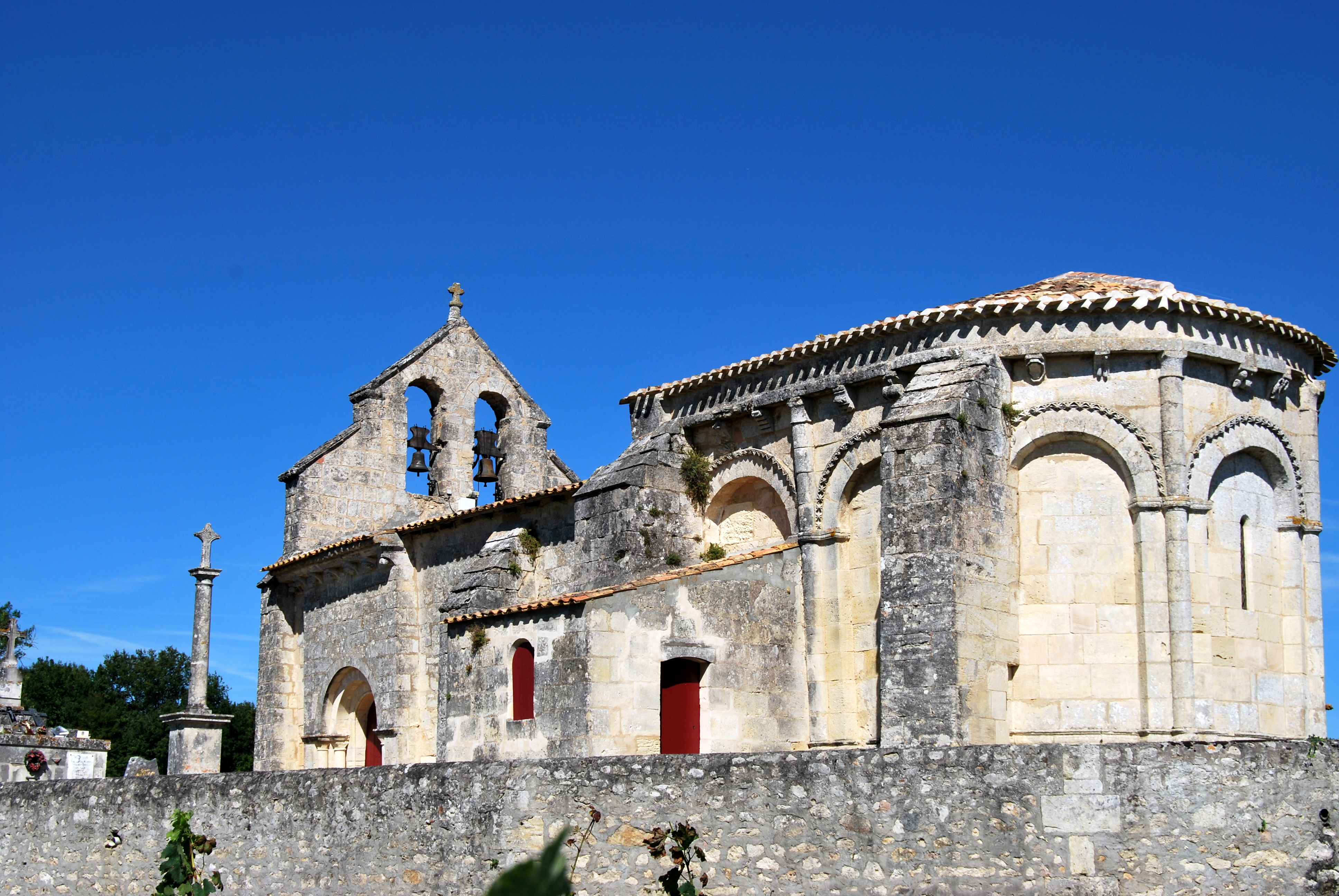
Kirche Saint-Fort

- Kirche Saint-Fort (Monument historique)
- Ein Brunnen von 1462